# Tamana (Trinidad y Tobago)
Tamana es una localidad de Trinidad y Tobago, que forma parte de la región de Sangre Grande.

## Geografía
La localidad abarca parte de la isla Trinidad de forma discontinua. El enclave más pequeño limita al norte con Cunaripo, al sur y este con Four Roads-Tamana y al oeste con Howsen Village, mientras que el enclave mayor limita al norte con Howsen Village, al sur y este con Four Roads-Tamana y al oeste con Coryal y Carmichael.

## Demografía
Datos demográficos de la localidad de Tamana:
| Gráfica de evolución demográfica de Tamana entre 2000 y 2011 |
|                                                              |